# Cryptocentrus wehrlei
Cryptocentrus wehrlei és una espècie de peix de la família dels gòbids i de l'ordre dels cipriniformes que es troba al Mar de la Xina Meridional.